# Masaki Kobayashi
Masaki Kobayashi (jap. 小林 正樹 Kobayashi Masaki; ur. 14 lutego 1916, zm. 4 października 1996) – japoński reżyser filmowy.
Chociaż twórczość Kobayashiego jest zróżnicowana, znany stał się przede wszystkim za sprawą filmów samurajskich. W 1962 roku wyreżyserował Harakiri – opowieść o samuraju chcącym popełnić seppuku, krytykującą feudalny system wartości. Harakiri zdobyło Nagrodę Specjalną Jury na 16. MFF w Cannes, co przypieczętowało pozycję Kobayashiego w historii kina. Ważnym filmem w dorobku reżysera jest również inna samurajska produkcja, Bunt z 1967 roku. Oba filmy uważane są obecnie za jedne z najwybitniejszych arcydzieł japońskiej kinematografii.
Kobayashi zasłynął również filmami o innej tematyce. Jednym z bardziej znanych jego filmów jest Kwaidan, czyli opowieści niesamowite – zbiór opowieści o duchach (kaidan), które powstały na podstawie książki Lafcadia Hearna pod tym samym tytułem. Wyreżyserował również trwającą łącznie ponad dziewięć godzin trylogię Dola człowiecza (1958–1961), traktującą o okrucieństwach wojny. Brany był również pod uwagę jako współreżyser Tora! Tora! Tora! (1970), jednakże zamiast niego wybrano Kinjiego Fukasaku i Toshio Masudę.
Podczas II wojny światowej został powołany do służby w Cesarskiej Armii Japońskiej, ale jako pacyfista odmówił promowania go na wyższe stopnie niż szeregowy.

## Wybrana filmografia
- 1952: Młodość mojego syna (Musuko no seishun)
- 1953: Pokój o grubych ścianach (Kabe atsuki heya)
- 1956: Wiosna (Izumi)
- 1956: Mogę cię kupić (Anata kaimasu)
- 1957: Czarna rzeka (Kuroi kawa)
- 1958: Dola człowiecza: Nie ma większej miłości (Ningen no joken)
- 1959: Dola człowiecza II: Droga do wieczności (Ningen no joken II)
- 1961: Dola człowiecza III: Modlitwa żołnierza (Ningen no joken III)
- 1962: Spadek (Karami-ai)
- 1962: Harakiri (Seppuku)
- 1964: Kwaidan, czyli opowieści niesamowite (Kaidan)
- 1967: Bunt (Jōi-uchi: Hairyō tsuma shimatsu)
- 1968: Pawana dla zmęczonego (Nihon no seishun)